# Константин IV Хлиарин
Константин IV Хлиарин (греч. Κωνσταντίνος Δ Χλιαρίν ум. 1156) — патриарх Константинопольский, занимавший пост на протяжении двух лет (1154–1156).
Предшественником патриарха Константина IV был патриарх Неофит I, а его преемником был патриарх Лука Хрисоверг.

## Биография
До возведения на престол Константин IV был диаконом, также занимал пост сакеллария малой сокровищницы Великой церкви в Константинополе.
Константин IV был избран на пост патриарха по смерти патриарха Неофита I, вероятно при участии императора Мануила I Комнина. Важнейшие события краткого Патриаршества Константина связаны с богословскими спорами в Великой церкви и Константинопольскими Соборами 1156 и 1157 годов.
Константин не принимал активного участия в спорах, однако он выступал официальным инициатором созыва Соборов и председательствовал на заседаниях. На это обстоятельство отчасти указывает то, что Константин не руководил полемикой и принятием соборных решений.
Патриарх скорее играл формальную роль предстоятеля Константинопольской Церкви, предписанную ему императором Мануилом, и был вынужден реагировать на неожиданные для него конфликтные ситуации в среде клира и епископата.
В середине 50-х годов XII века были возобновлены контакты между Константинопольской, Римской и Римско-Германской церквями по вопросу о воссоединении Церквей, разделённых схизмой 1054 года.
Известно, что в 1155–1156 годах, в Константинополе было принято посольство папы Римского Адриана IV. Переговоры и переписку с иерархами и политиками в это время вели архиепископы Фессалоникийский Василий Охридский, Эфесский Георгий Торник, епископ Николай Мефонский и сам император Мануил.
О прямом участии Константина IV в переговорах сведений нет. Значимых результатов в церковной сфере переговоры не дали.
15 мая 1155 года Константинопольский Синод во главе с Константином IV рассматривал дело о воинах, которые, преследуя разбойников, ликвидировали их во дворе храма святого Василия в Константинополе.
Синод решил, что солдаты достойны похвалы, но, чтобы не поощрять убийств в святом месте, на них следует наложить 3-летнюю епитимию как на воинов, убивших врага в сражении.
Поддерживая общую политику Константинополя, направленную на сохранение контроля над отдалёнными епархиями, в том числе на Руси, в начале 1156 года Константин IV утвердил низложение Киевского митрополита Климента Смолятича и избрание на Киевский престол святого Константина I, который ещё до отъезда на Русь стал одним из главных участников Константинопольского Собора 1156 году.
Константин IV Хлиарин скончался вскоре после завершения очередного Собора в 1157 году, не успев подписать соборный томос.